# Elizabeth Eisenstein
Elizabeth Lewisohn Eisenstein (New York, 11 oktober 1923 – Washington D.C., 31 januari 2016) was een Amerikaans historicus. Ze is vooral bekend vanwege haar studie naar de invloed van de drukpers.

## Biografie

### Afkomst en jeugd
Elizabeth Eistenstein werd geboren in Manhattan als de dochter van Margaret Seligman en de zakenman Sam A. Lewisohn. Haar grootvader was de industrieel Adolph Lewison. Ze groeide op in haar ouderlijk huis aan de Fifth Avenue. Ze studeerde aan het Vassar College en behaalde daar in 1944 haar bachelorsdiploma. Eisenstein zette haar studie voort aan de Harvard-universiteit en hier behaalde ze zowel haar master als haar doctorsgraad.

### Wetenschappelijke carrière
Ze begon met geschiedenis doceren aan de American University in Washington D.C., maar was niet voorbereid op het seksisme aan de universiteit van de jaren 1950. Ze vond het moeilijk haar functie aan de faculteit te combineren met het moederschap. Vervolgens kreeg ze een aanstelling aan de Universiteit van Michigan en bezette daar de Alice Freeman Palmer leerstoel in geschiedenis. Tot aan haar emeritaat in 1988 bleef ze werkzaam aan deze Universiteit.
In 1979 verscheen haar magnum opus The Printing Press as an Agent of Change. Dit tweedelige werk had een grote invloed op het vakgebied boekgeschiedenis en de kennis van de gedrukte cultuur. In haar werk liet Eisenstein zien dat de overgang van een cultuur van manuscripten naar een cultuur van drukwerk een fundamentele invloed had op de renaissance, de protestantse reformatie en de opkomst van de wetenschappelijke revolutie.
In datzelfde jaar werd Eisenstein ook benoemd als eerste wetenschapper bij het Center for the Book, een nieuw opgerichte afdeling van het Library of Congress die het lezen en bestuderen van boeken als cultureel object stimuleerde.
Eisensteins professionele onderscheidingen omvatten een Award for Scholarly Distinction van de AHA in 2003, een eredoctoraat van de Universiteit van Michigan (2004) en de Gutenberg Award van de Gutenberg Society, Mainz, 2012.

### Sport
Na haar wetenschappelijke carrière begon Eisenstein met een nieuwe carrière in de divisie voor 65-plussers in de tennissport. In 2003 won ze een nationaal kampioenschap in de divisie voor 80-plussers, en in totaal won ze 33 nationale kampioenschappen.

### Overlijden
Na een kort ziekbed overleed Eisenstein op 92-jarige leeftijd in haar woning in Washington.